# شهاب‌سنگ ویلامت
شهاب‌سنگ ویلامت (به انگلیسی: The Willamette Meteorite)، که به‌طور رسمی ویلامت نامگذاری شده یک شهاب‌سنگ آهن نیکل است که در اورگن ایالات متحده آمریکا کشف گردیده‌است. این بزرگترین شهاب‌سنگ در آمریکای شمالی و ششمین در جهان است. در سایت کشف هیچ دهانه برخوردی وجود نداشته‌است. محققان باور دارند که این شهاب‌سنگ در جایی که اکنون کشور کانادا است یا در مونتانا فرود آمده و در پایان آخرین عصر یخبندان (حدود ۱۳۰۰۰ سال پیش)
به صورت یک سرگردان یخبندانی در جریان سیل‌های میسولا به دره ویلیامت منتقل شده‌است. این شهاب‌سنگ برای مدتی طولانی توسط اقوام بومی دره ویلیامت، از جمله قبایل به رسمیت شناخته شده از سوی حکومت فدرال (CTGRC)، ستایش می‌شده‌است. مردمان بومی از این سنگ با نام تومونومُس (بازدید کننده از آسمان) یاد می‌کرده‌اند.